# Colin McRae: Dirt 2
Colin McRae: Dirt 2 (estilizado como Colin McRae: DiRT 2 y comercializado como Dirt 2 fuera de Europa) es la séptima entrega de la serie de videojuegos de conducción Colin McRae Rally, desarrollada por Codemasters. Es el primer juego de la saga posterior a la muerte de Colin McRae, y el último que lleva su nombre en el título. Fue publicado el 11 de septiembre de 2009.

## Juego
DiRT 2 hereda de su antecesor el estilo de conducción arcade pero con ligeros toques de simulación. Al igual que su antecesor, este juego mantiene la variedad de competiciones. El rally ya no es la disciplina protagonista del juego, sino que está al mismo nivel que las demás.
El jugador crea su perfil de piloto, determinando nombre y nacionalidad. Después de esto, inicia su carrera en el mundo Dirt. Las competiciones se muestran sobre un planisferio, el cual tiene destacadas las nueve localizaciones del juego (Londres, Baja California, Marruecos, Croacia, Malasia, China, Japón, Utah y Los Ángeles), las cuales se van desbloqueando durante el progreso del juego. Dentro de cada localización se encuentran los torneos, que se dividen en tres grupos (Rookie, Pro y All Star), de los más fáciles a los más difíciles. Conforme se avanza los torneos aumentan sus etapas (de una a tres). El resto de la interfaz del juego es un enorme menú 3D que se ve desde los ojos del jugador, que a medida de pasa de un menú a otro se desplaza en el entorno (dentro y afuera del tráiler de su equipo). El entorno varía dependiendo de la región del juego en la que se encuentre.
El jugador se enfrenta a diversos rivales, la gran mayoría ficticios, aunque entre ellos se pueden destacar algunos pilotos reales, como Ken Block, Travis Pastrana y Jonas Andromeda (ya aparecido en Colin McRae: DiRT), Tanner Foust, Dave Mirra y Mohammed Ben Sulayem. Además, también hay dos pilotos mujeres en el juego, Katie Justice y Jayde Taylor (ambas ficticias). El jugador conoce y se hace amigo de los siete pilotos mencionados durante el juego.
Resultan curiosas sus pantallas de carga que, pese a ser algo largas, muestran información útil como estadísticas y detalles de la carrera que está por concebirse, a través de transiciones fluidas e ingeniosas que le dan al juego un valor añadido que se agradece.

## Disciplinas
En DiRT 2, se mantienen las mismas disciplinas que en su antecesor, con algunos cambios:
- Rally: La competencia madre de todas las competiciones off-road. La diferencia respecto al Rally del anterior juego es que ahora cada coche comienza diez segundos después del siguiente y no cuando el siguiente termina el trazado, siendo posibles los rebases entre coches. El objetivo es lograr el mejor tiempo posible en todas las etapas del trazado. Lógicamente se utilizan coches de Rally.

- Rallycross: Son carreras convencionales en circuitos cerrados, con ocho competidores en cada carrera (puede variar según plataforma). Los circuitos presentan superficies variadas como asfalto, tierra y barro. Se utilizan coches específicos de Rallycross (coches de Rally modificados).

- Trailblazer: Similar al Rally, el Trailblazer es el equivalente a la Escalada del anterior juego. Es la disciplina más veloz del juego. El objetivo es el mismo que el del Rally, lograr el mejor tiempo en las etapas. Cada coche comienza con diez segundos de diferencia respecto al siguiente, por lo que los rebases se hacen posibles (y muy probables teniendo en cuenta la velocidad de los coches). Se utilizan coches específicos de Trailblazer (coches de Rally adaptados).

- Raid: Es una carrera de camionetas de Rally Raid. Todos comienzan al mismo tiempo, y compiten en un trazado de punto a punto, sin copiloto. El objetivo es llegar primero a la meta. Se pueden utilizar todas las camionetas del juego (Raid, Stock Baja, Buggies clase 1 y Trophy Trucks), aunque lo más frecuente es correr con camionetas de Raid o de Stock Baja.

- Landrush: El equivalente a las series CORR del anterior juego. Se compite en circuitos cerrados muy complicados. Se pueden utilizar todas las camionetas del juego (Buggies clase 1, Trophy Trucks, Raid y Stock Baja), aunque lo más frecuente es correr con Buggies clase 1 o Trophy Trucks.

- Gate Crasher: Una variante del Rally. El objetivo es chocar y romper todos los muros de telgopor que hay en el trazado. Se compite en trazados de Rally con coches adecuados.

- Last Standing: Una variante del Rallycross. A partir de un momento determinado, empieza una cuenta atrás, cuyo fin implica la eliminación del piloto en la última posición. Con cada piloto eliminado se reinicia la cuenta atrás con eliminación. El objetivo es sobrevivir hasta ser el único en el circuito (el primer puesto en el momento en el que se elimina al segundo). Se compite en circuitos de Rallycross con coches apropiados.

### X Games
En este juego, el jugador puede participar de los X Games (Juegos X). Hay tres torneos regionales (Europa, Asia y América) que se celebran en tres rondas. Las dos primeras son eliminatorias (los cuatro primeros de cada competencia clasifican a la siguiente fase). Siempre en las tres fases se compite en disciplinas diferentes. Al ganar los X Games, el jugador recibe, además de la paga monetaria, un coche oficial de la competencia.

### Giras mundiales
Además, al ganar ciertos torneos marcados el jugador puede clasificarse para una de las cinco giras mundiales. Cada gira es un torneo global de una disciplina específica (Rally, Rallycross, Trailblazer, Landrush y Raid). Al ganar cada gira, se obtiene un coche especial de la disciplina correspondiente. Hay una gira especial, la de homenaje a Colin McRae, que es de Rally con coches Ford Escort MKII. Al finalizar dicha gira, el juego muestra un video-homenaje a Colin McRae.

## Vehículos
El juego cuenta con 26 vehículos diferentes clasificados en seis categorías diferentes. Algunos vehículos pueden modificarse para participar en varias categorías. Todos los coches se listan a continuación:

### Coches modificables (Rally, Rallycross y Trailblazer)
- Subaru Impreza STI Group N Dakar
- Subaru Impreza WRX STI
- Mitsubishi Lancer Evolution IX
- Mitsubishi Lancer Evolution X
- Mitsubishi Eclipse GT
- Pontiac Solstice GXP
- BMW Z4 Coupe Motorsport
- Nissan 350Z
- Colin McRae R4

### Exclusivos Rally
- Subaru Impreza WRX STI (X Games Edition)
- Ford Escort MKII
- Subaru Impreza WRX STI 1995

### Exclusivos Rallycross
- Colin McRae R4 (X Games Edition)
- MG Metro 6R4
- Ford RS200 Evolution

### Exclusivos Trailblazer
- Mitsubishi Lancer Evolution X (X Games Edition)
- Dallenbach Special

### Raid
- Mitsubishi Racing Lancer
- Hummer H3
- Bowler Nemesis
- Volkswagen Touareg 2
- Mitsubishi Pajero 1993

### Stock Baja
- Dodge Power Wagon
- Hummer HX
- Honda Ridgeline
- Toyota FJ Cruiser

### Trophy Trucks
- Chevrolet Silverado CK-1500
- Dodge Ram Trophy Truck
- West Coast Choppers Stuka TT
- Ford F-150 Kincaid Trophy Truck
- Toyota Stadium Truck

### Buggies clase 1
- Brian Ickler Buggy
- PRC-1 Buggy
- Herbst Smithbuilt Buggy
- DeJong MXR